# Divízió I 2021
La Divízió I 2021 (detta anche "TD Store Divízió I 2021" per ragioni di sponsorizzazione) è la 15ª edizione del campionato di football americano di secondo livello, organizzato dalla MAFSZ.

## Squadre partecipanti
| Club                 | Città       | Stadio | Sponsor ufficiale | Risultato nella stagione 2020 |
| -------------------- | ----------- | ------ | ----------------- | ----------------------------- |
| Budapest Cowbells 2  | Budapest    |        |                   |                               |
| Budapest Titans      | Budapest    |        |                   |                               |
| Dabas Sparks         | Dabas       |        |                   |                               |
| DEAC Gladiators      | Debrecen    |        |                   |                               |
| Eger Heroes          | Eger        |        |                   |                               |
| Miskolc AFT          | Miskolc     |        |                   |                               |
| Szombathely Crushers | Szombathely |        | NBA               |                               |
| VSD Rangers          | Dunakeszi   |        |                   |                               |

## Stagione regolare

### Calendario

#### 1ª giornata
| 3 aprile 2021 | Budapest Titans | 19 – 6 | Szombathely Crushers |  |

#### 2ª giornata
| 10 aprile 2021 | Miskolc AFT | 48 – 7 | VSD Rangers |  |

#### 3ª giornata
| 17 aprile 2021 | Szombathely Crushers | 56 – 13 | Eger Heroes |  |

#### 4ª giornata
| 24 aprile 2021 | Budapest Cowbells 2 | 16 – 13 | VSD Rangers |  |

| 25 aprile 2021 | DEAC Gladiators | 18 – 14 | Budapest Titans |  |

| 25 aprile 2021 | Miskolc AFT | 42 – 14 | Dabas Sparks |  |

#### 5ª giornata
| 9 maggio 2021 | Dabas Sparks | 0 – 8 | DEAC Gladiators |  |

| 9 maggio 2021 | Miskolc AFT | 56 – 14 | Eger Heroes |  |

#### 6ª giornata
| 15 maggio 2021 | Szombathely Crushers | 43 – 0 | VSD Rangers |  |

#### 7ª giornata
| 23 maggio 2021 | Budapest Titans | 14 – 35 | Budapest Cowbells 2 |  |

#### 8ª giornata
| 29 maggio 2021 | DEAC Gladiators | 6 – 49 | Miskolc AFT |  |

#### 9ª giornata
| 5 giugno 2021 | VSD Rangers | 12 – 24 | Dabas Sparks |  |

| 5 giugno 2021 | Szombathely Crushers | 14 – 27 | Budapest Cowbells 2 |  |

| 6 giugno 2021 | Eger Heroes | 28 – 34 | Budapest Titans |  |

#### 10ª giornata
| 13 giugno 2021 | DEAC Gladiators | 49 – 26 | Budapest Cowbells 2 |  |

#### 11ª giornata
| 19 giugno 2021 | Dabas Sparks | 7 – 20 | Szombathely Crushers |  |

| 19 giugno 2021 | Eger Heroes | 20 – 35 | DEAC Gladiators |  |

| 20 giugno 2021 | Budapest Cowbells 2 | 0 – 55 | Miskolc AFT |  |

| 20 giugno 2021 | VSD Rangers | 6 – 32 | Budapest Titans |  |

#### 12ª giornata
| 27 giugno 2021 | Eger Heroes | 9 – 31 | Dabas Sparks |  |

### Classifiche
Le classifiche della regular season sono le seguenti:
- PCT = percentuale di vittorie, G = partite giocate, V = partite vinte,  P = partite perse, PF = punti fatti, PS = punti subiti

#### Girone Est
| Pos. | Squadra         | PCT   | G | V | N | P | PF  | PS  |
| ---- | --------------- | ----- | - | - | - | - | --- | --- |
| 1    | Miskolc AFT     | 1.000 | 5 | 5 | 0 | 0 | 209 | 41  |
| 2    | DEAC Gladiators | .800  | 5 | 4 | 0 | 1 | 116 | 109 |
| 3    | Dabas Sparks    | .400  | 5 | 2 | 0 | 3 | 76  | 91  |
| 4    | Eger Heroes     | .000  | 5 | 0 | 0 | 5 | 84  | 197 |

#### Girone Ovest
| Pos. | Squadra              | PCT  | G | V | N | P | PF  | PS  |
| ---- | -------------------- | ---- | - | - | - | - | --- | --- |
| 1    | Budapest Cowbells 2  | .600 | 5 | 3 | 0 | 2 | 104 | 145 |
| 2    | Budapest Titans      | .600 | 5 | 3 | 0 | 2 | 113 | 93  |
| 3    | Szombathely Crushers | .600 | 5 | 3 | 0 | 2 | 123 | 66  |
| 4    | VSD Rangers          | .000 | 5 | 0 | 0 | 5 | 38  | 163 |

## Playoff

### Tabellone
|  | Semifinali | Semifinali          | Semifinali |             |    | XV Pannon Bowl      | XV Pannon Bowl | XV Pannon Bowl |  |
|  |            |                     |            |             |    |                     |                |                |  |
|  | 1O         | Budapest Cowbells 2 | 40         |             |    |                     |                |                |  |
|  | 1O         | Budapest Cowbells 2 | 40         |             |    |                     |                |                |  |
|  | 3E         | DEAC Gladiators     | 28         |             |    |                     |                |                |  |
|  | 3E         | DEAC Gladiators     | 28         |             | 1O | Budapest Cowbells 2 | 22             |                |  |
|  |            |                     |            |             | 1O | Budapest Cowbells 2 | 22             |                |  |
|  |            |                     | 1E         | Miskolc AFT | 43 |                     |                |                |  |
|  | 1E         | Miskolc AFT         | 1E         | Miskolc AFT | 43 | 30                  |                |                |  |
|  | 1E         | Miskolc AFT         |            |             |    |                     |                |                |  |
|  | 2O         | Budapest Titans     | 34         |             |    |                     |                |                |  |

### Semifinali
| 3 luglio 2021 | Budapest Cowbells 2 | 40 – 28 | DEAC Gladiators |  |

| 4 luglio 2021 | Miskolc AFT | 42 – 2 | Budapest Titans |  |

### XV Pannon Bowl
| Nyúl 17 luglio 2021 | Miskolc AFT | 43 – 22 | Budapest Cowbells 2 |  |

## Verdetti
- Miskolc AFT Vincitori della Divízió I 2021